# Château de Levainville
Le château de Levainville , en presque totalité détruit, est situé sur la commune de Levainville dans le département français d'Eure-et-Loir, en région Centre-Val de Loire.

## Description
Ce château  médiéval, couvert d’ardoise et flanqué de quatre tours, était entouré de douves sur plusieurs cotés. Une belle terrasse s'étendait sur le devant ainsi qu'un parc sur deux niveaux planté d'ormes et de tilleuls. Ce dernier est à l'origine des noms des lieux: "Haut Parc" et "Bas Parc".
Deux corps de bâtiments importants composaient les dépendances. L'un pour la basse-cour et les écuries pouvant accueillir 24 chevaux, l'autre contenant une chambre à grains et un grenier pour le fourrage et la paille. Un immense pigeonnier occupait le centre de la cour. Un logement de fonction séparé était octroyé au garde.

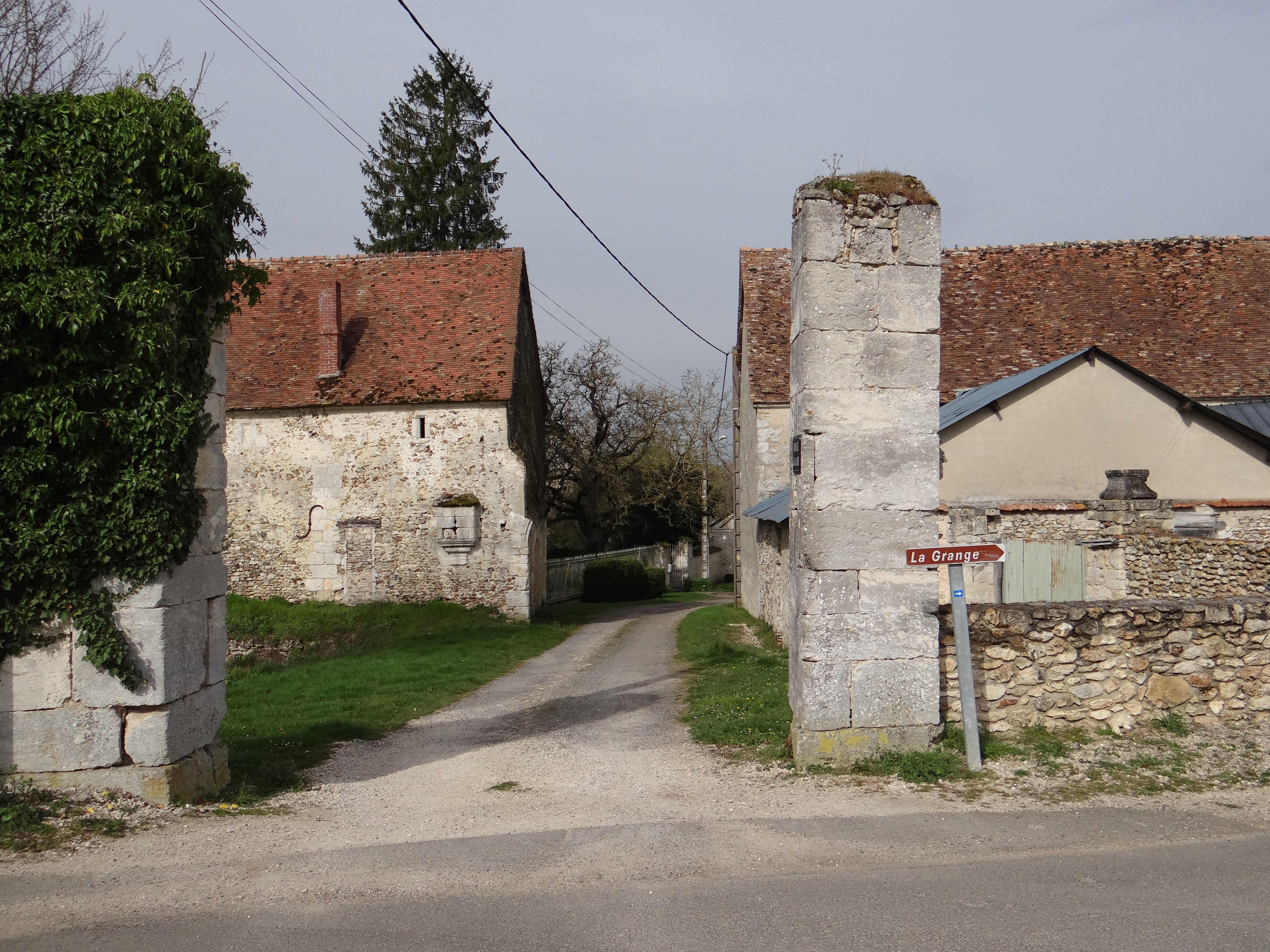
Entrée de l'ancien château
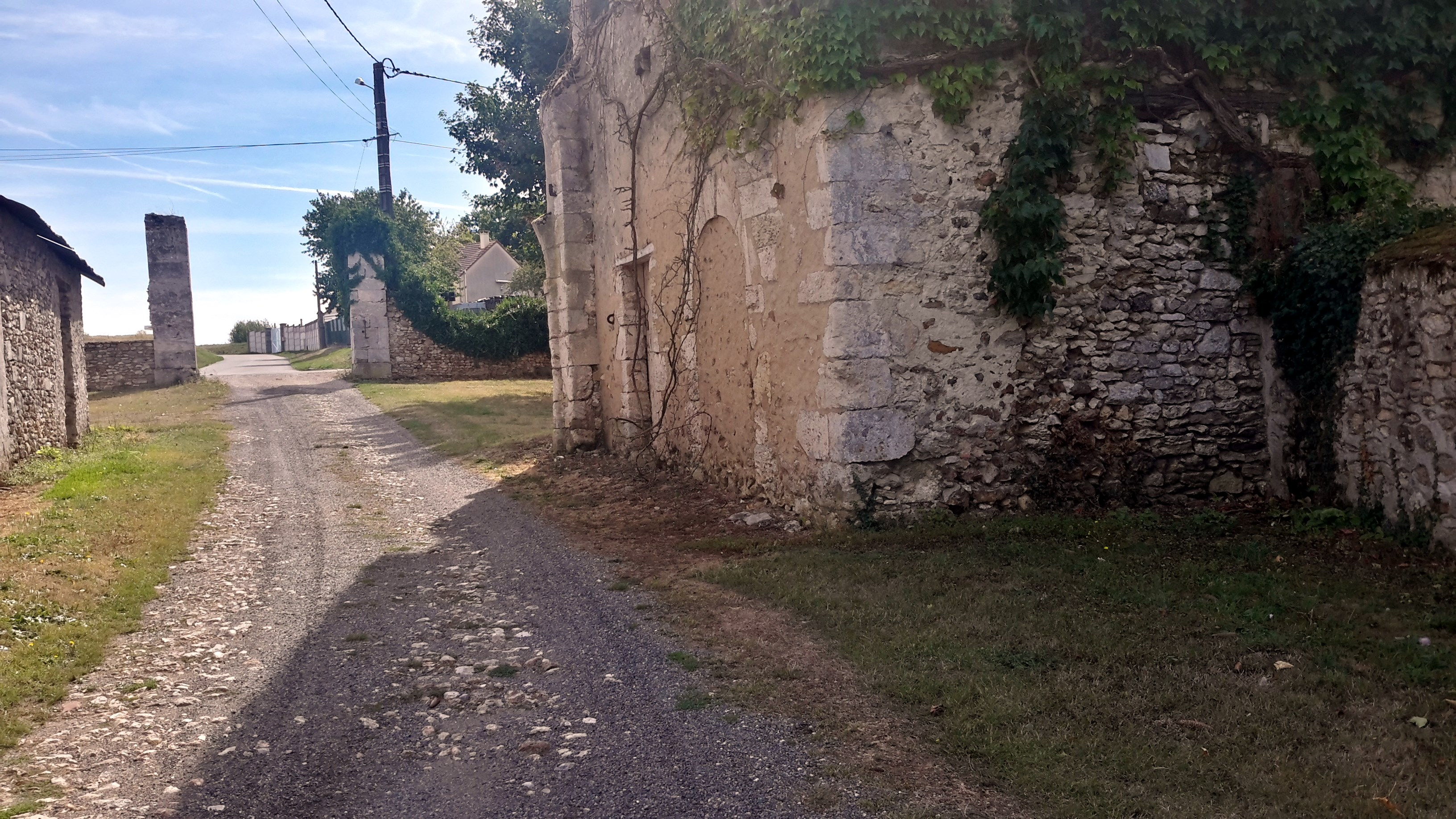
Entrée de l'ancien château
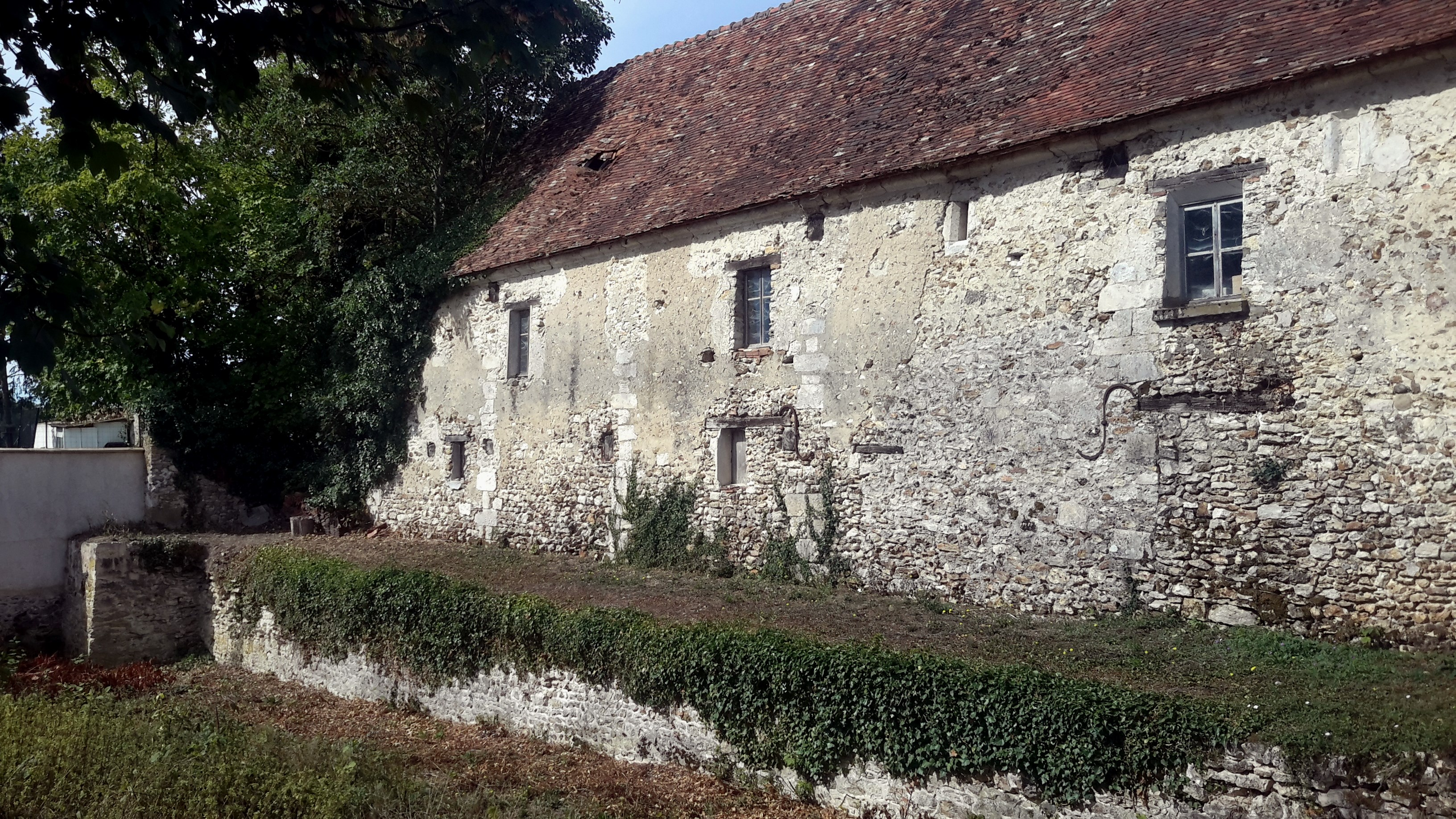
Douves comblées
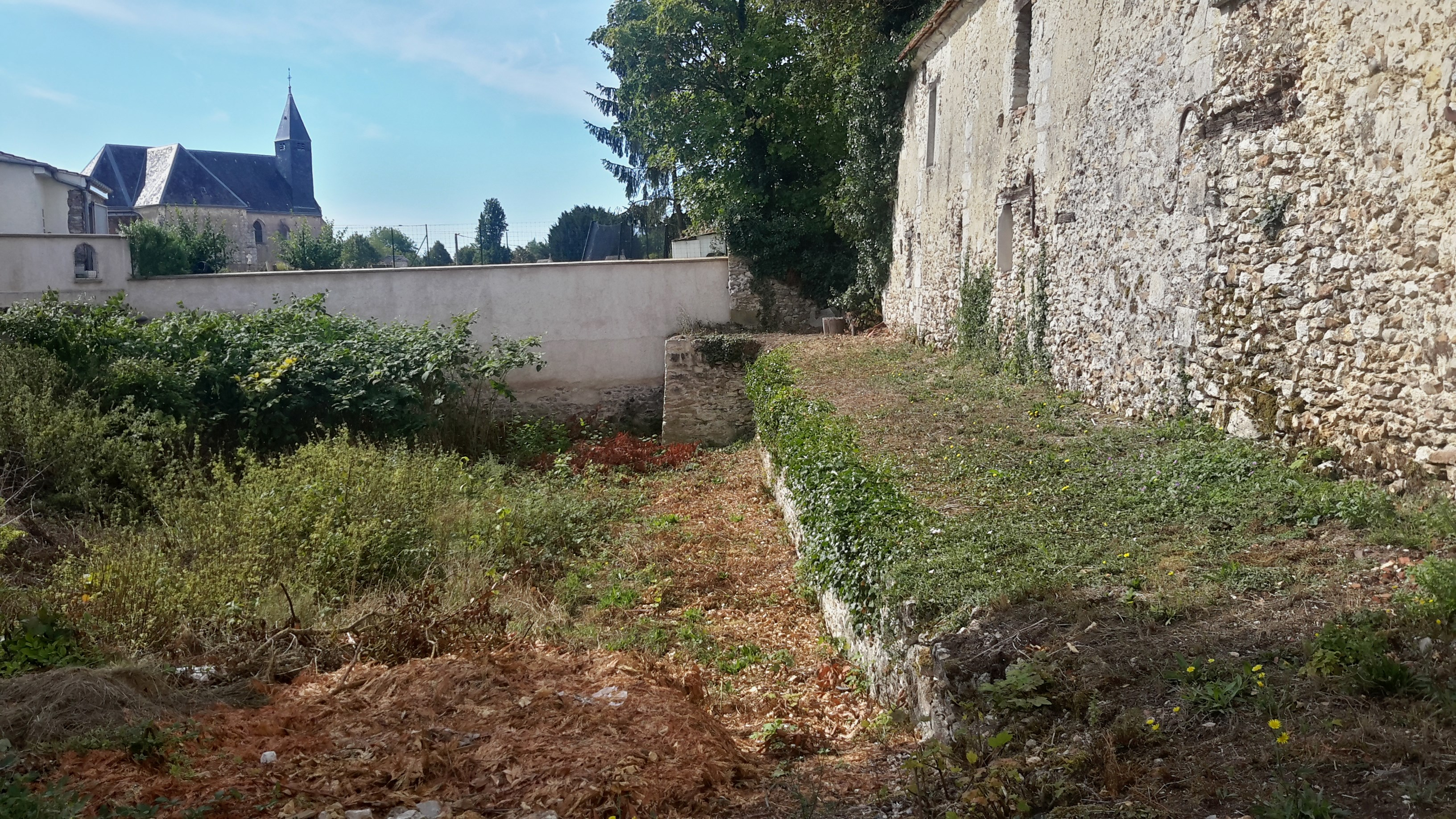
Douves comblées

## Histoire de la seigneurie du château
- La famille de Cochefilet fut le premier propriétaire du château et le restera jusqu’à la fin du  XVIe siècle,
  - Nicolas, dit Colin de Cochefilet vers 1390,
  - Guillaume de Cochefilet, dit Cochard en 1450,
  - Georges de Cochefilet en 1535, puis son fils Jacques dont la fille Rachel deviendra la seconde épouse de Sully en 1592.
- Au XVIIe siècle, la seigneurie appartient à Charles III de Rohan, prince de Guéménée, époux de Charlotte Élisabeth de Cochefilet (1657-1719),
- Au décès de Élisabeth de Cochefilet, le château échoit à son fils  Hercule-Mériadec de Rohan-Guéméné, duc de Montbazon et Pair de France,
- En 1761, le domaine échoit au Prince de Rohan, cardinal-évêque de Strasbourg qui sera impliqué dans l’affaire du collier de la reine en 1785,
- Le château est vendu à Robert Caron, écuyer du Roi en 1767,
- En 1786, le bien est vendu à Maître Péchiné, procureur au Parlement, Robert Caron étant décédé sans héritiers,
- A la Révolution, le domaine fut démembré et le château détruit en partie en 1793[Note 1].